# Dariusz Ławrynowicz
Dariusz Ławrynowicz (Darjuš Lavrinovič, Darjušas Lavrinovičius; ur. 1 listopada 1979 w Wilnie) – litewski koszykarz polskiego pochodzenia, występujący na pozycji środkowego, obecnie zawodnik BC Vytis.
Karierę sportową rozpoczął w 1996 w klubie Alytus, którego zawodnikiem pozostał przez cztery lata. W sezonie 2002/03 ponownie grał w klubie Alytus, a w latach 2003/04 w Žalgiris Kowno. W 2004 i 2005 uzyskał tytuł mistrza Litwy w koszykówce, a w 2005 również mistrzostwo Ligi Bałtyckiej. Grał w narodowej reprezentacji Litwy. W czerwcu 2006 podpisał kontrakt w Uniksem Kazań, w którym grał do roku 2008. W 2009 roku podpisał roczny kontrakt z Realem Madryt, jednak mimo dobrych występów dyrekcja klubu nie przedłużyła z nim umowy. W sezonie 2010/11 Ławrynowicz reprezentował barwy tureckiego Fenerbahçe Ülker Stambuł.
Jego bratem bliźniakiem jest Krzysztof Ławrynowicz, również reprezentant Litwy.

## Osiągnięcia
Stan na 8 listopada 2019, na podstawie, o ile nie zaznaczono inaczej.

### Drużynowe
- Mistrz:
  - Ligi Bałtyckiej (2005)
  - Ligi VTB (2012)
  - Litwy (2004, 2005, 2013)
  - Rosji (2012)
  - Ukrainy (2014)
  - Turcji (2011)
- Wicemistrz:
  - Euroligi (2012)
  - Ligi Bałtyckiej (2006)
  - Litwy (2006, 2017)
  - Rosji (2007)
  - Włoch (2015, 2016)
- 3. miejsce:
  - podczas mistrzostw Hiszpanii (2010)
  - w pucharze Litwy (2018)
- Zdobywca:
  - pucharu:
    - Turcji (2011)
    - Ukrainy (2014)

  - superpucharu Włoch (2015)
- Finalista pucharu:
  - Rosji (2007, 2009)
  - Hiszpanii (2010)
  - Litwy (2017)

### Indywidualne
- MVP:
  - Ligi Bałtyckiej (2006)
  - ukraińskiej SuperLigi (2014)
  - Pucharu Ukrainy (2014)
  - litewskiego meczu gwiazd (2013 – wspólnie z bratem)
  - I kolejki Euroligi (2009/10), IX kolejki (2013/14)
  - I spotkania TOP 8 Eurocup (2013/14)
  - 14. kolejki ULEB Cup (2007/08)
- Lider w:
  - zbiórkach:
    - litewskiej ligi LKL (2006)
    - Ligi Bałtyckiej (2006)

  - blokach:
    - Euroligi (2006)
    - ligi:
      - rosyjskiej (2009)
      - litewskiej LKL (2003)
- Zaliczony do II składu:
  - Euroligi (2006)
  - Eurocup (2014)
- Uczestnik meczu gwiazd Ligi Bałtyckiej (2006)

### Reprezentacja
- Wicemistrz Europy (2013)
- Brązowy medalista mistrzostw Europy (2007)
- Uczestnik:
  - mistrzostw świata (2006 – 7. miejsce, 2014 – 7. miejsce)
  - igrzysk olimpijskich (2008 – 4. miejsce)
  - mistrzostw Europy (2005 – 5. miejsce, 2007, 2009 – 11. miejsce, 2013)